# 富駅
富駅（とみえき）は、かつて熊本県菊池郡泗水町（現・菊池市）竹下地区にあった熊本電気鉄道菊池線の駅（廃駅）である。

## 歴史
- 1913年（大正2年）3月15日 - 高江 - 隈府間開通に伴い開業。
- 1955年（昭和30年）3月10日 - 泗水駅開業に伴い廃止。

## 廃止後の状況
当駅は孔子公園の交差点の富バス停付近にあったとされているが、現在はホームも全て撤去されている。

## 隣の駅
熊本電気鉄道
菊池線（廃止区間）
高江駅 - 富駅 - 富の原駅